# Strafprozessrecht
Das Strafprozessrecht oder Strafverfahrensrecht ist formalrechtlicher Natur und normiert mit der Strafprozessordnung die Verfahrensregeln für Strafprozesse. Der Verfahrensablauf setzt dabei sowohl die Erhebung der Anklage als auch den gerichtlichen Eröffnungsbeschluss voraus. Der Strafprozess (auch Strafverfahren) an sich dient als streitiges Verfahren vor dem Strafgericht einer richterlichen Entscheidungsfindung über materielle Rechtsfragen des Strafgesetzbuches nach dem Bruch einer Rechtsnorm durch den Delinquenten.

## Verfahrenstypen
Rechtsvergleichend lassen sich drei Idealtypen des Strafverfahrens herausstellen.
Der inquisitorische Strafverfahrenstyp zeichnet sich dadurch aus, dass alle zur Entscheidungsfindung notwendigen Informationen von staatlichen Organen zusammengetragen werden (Amtsermittlungs- bzw. Untersuchungsgrundsatz), denen auch Zwangsmittel zur Verfügung stehen.
Für den kontradiktorischen Strafverfahrenstyp ist charakteristisch, dass es – ähnlich dem Zivilverfahren – Aufgabe der Parteien (also des staatlichen oder privaten Anklägers sowie des Angeklagten) ist, die Informationen für die Entscheidungsfindung zusammenzutragen, anhand derer das Gericht als unparteiischer Dritter entscheidet. 
Im konsensualen Strafverfahrenstyp schließlich wird das Verfahren durch die formelle Unterwerfung des Beschuldigten unter das Strafangebot eines staatlichen Organs erledigt. Dabei handelt es sich oft um ein zwischen staatlicher Seite und der Seite des Beschuldigten ausgehandeltes Angebot („Deal“).
Der inquisitorische Strafverfahrenstyp war kontinentaleuropäisch lange vorherrschend, erhielt aber in letzter Zeit auch kontradiktorische und vor allem konsensuale Züge.
Als Alternative zu gängigen gerichtlichen Strafverfahren kann das Konzept Restorative Justice genannt werden, welches eine alternative Form der Konflikttransformation darstellt.